# 木俣和夫
木俣 和夫（きまた かずお、1930年11月23日 - ）は、日本の映画監督、脚本家、映画プロデューサーである。青年期に手がけた連続テレビ映画『海底人8823』（1960年）、『快獣ブースカ』（1967年）、『炎の青春』（1969年）、『チビラくん』（1970年）等の監督として知られる。

## 人物・来歴
1930年（昭和5年）11月23日、静岡県浜松市に生まれる。
学歴等は不明であるが、第二次世界大戦後に大映東京撮影所に入社、助監督を経て、1959年（昭和34年）3月7日、満28歳のときに同社が製作して放映を開始した連続テレビ映画『海の非常線』で監督に昇進する。同社のテレビ映画製作セクションは「テレビ製作室」といい、前1958年（昭和33年）10月に発足している。以降、大映テレビ室が製作する連続テレビ映画『海底人8823』（1960年）、『愉快な仲間』（1961年）等でそれぞれ数話ずつを監督した。「日本最初の本格的テレビドラマ」と同室の後身「大映テレビ」（1971年分社化・独立）が自負する連続テレビ映画『人間の條件』（原作五味川純平、1962年 - 1963年）では、同作の各話の監督である赤坂長義、阿部毅、難波敏夫のチーフ助監督を務めた。1964年（昭和39年）8月24日 - 同年12月26日に放映された連続テレビ映画『別れて生きる時も』（原作田宮虎彦）では、浜野信彦とともに監督を務めたが、同作を最後に大映を退社した。
1965年（昭和40年）11月、共栄企画（代表・美村晃宏）が製作した左京未知子主演の成人映画『灰色の悶え』で劇場用映画を初監督する。『日本映画発達史』の田中純一郎は、同書のなかで成人映画の黎明期のおもな脚本家・監督として、若松孝二、高木丈夫（本木荘二郎の変名）、南部泰三、小林悟、新藤孝衛、糸文弘、小川欽也、小森白、山本晋也、湯浅浪男、宮口圭、藤田潤一、小倉泰美、浅野辰雄、渡辺護、片岡均（水野洽の変名）、福田晴一、深田金之助の名を挙げているが、木俣については言及されていない。西原儀一は、既存の映画監督のなかでこの時期に成人映画を手がけた監督として、小川欽也、福田晴一、田中徳三、萩原遼、深田金之助、倉橋良介の名を挙げたが、木俣については触れていない。木俣は、独立系成人映画界にとって、『裸虫』（1964年）の今野勉、『可愛い悪女 このまま殺して』（1965年）の藤雄三と同様に、1作のみの作家である。
ふたたびテレビ映画に戻り、1966年（昭和41年）11月9日 - 1967年（昭和42年）9月27日に放映された円谷特技プロダクション（現在の円谷プロダクション）・東宝製作の連続テレビ映画『快獣ブースカ』に後半から加わり、1967年5月31日放映の第30話『スピード銃に気をつけろ!』（脚本藤川桂介）を始め、5話を監督した。1968年（昭和43年）には宝塚映画製作所（現在の宝塚映像）に移り、『37階の男』や『プロファイター』を数話、監督する。1969年（昭和44年）5月12日に放映を開始した連続テレビ映画『炎の青春』では最終回を含めた4話、1970年（昭和45年）3月30日に放映を開始した連続テレビ映画『チビラくん』では第1話を含めた3話を監督した。同年10月2日に放映を開始した連続テレビ映画『おさな妻』では、第41話『女高生の条件』（監督馬越安彦）に脚本を提供した記録が残っている。以降、木俣がテレビ映画・テレビドラマに関わった記録は残っていない。『基督教年鑑1977』によれば、1976年（昭和51年）に自主上映が行われたドキュメンタリー映画『告発』を監督したという。
1991年（平成3年）11月16日に公開された唐沢寿明主演による劇場用映画『ハロー張りネズミ』（監督松本泰生）は、木俣にとって古巣の大映が製作しており、橋口一成とともにプロデューサーとして名を連ねた。1996年（平成8年）11月9日、東京地方裁判所八王子支部民事第4部で破産者として免責する旨の通達が記録されている。満66歳以降の消息は不明である。存命であれば2014年（平成26年）には満84歳である。
同姓である木俣堯喬（1915年 - 2004年）との関わりについて言及した文献は見当たらない。

## フィルモグラフィ
特筆以外のクレジットはすべて「監督」である。
- 『海の非常線』 : 他の監督中川順夫、脚本桂一郎、製作大映/フジテレビジョン、1959年3月7日 - 同年12月5日放映（連続テレビ映画） - 監督[1]
- 『海底人8823』 : 他の監督中川順夫・保田進、原作・脚本黒沼健、主演井上信彦、製作大映テレビ室/フジテレビジョン、1960年1月3日 - 同年6月28日放映（連続テレビ映画） - 監督
- 『愉快な仲間』 : 1961年放映（テレビ映画） - 監督[1]
- 『人間の條件』 : 監督赤坂長義・阿部毅・難波敏夫、原作五味川純平、主演加藤剛・藤由紀子、製作大映テレビ室/TBSテレビ、1962年10月1日 - 1963年4月1日放映（連続テレビ映画） - 助監督
- 『別れて生きる時も』 : 他の監督浜野信彦、原作田宮虎彦、脚本宮田達雄・田代淳二、主演堀川真知子・山下洵一郎、製作大映テレビ室/日本テレビ放送網、1964年8月24日 - 同年12月26日放映（連続テレビ映画） - 監督[1]

- 『灰色の悶え』 : 製作・企画美村晃宏、音楽吉野達弥、主演左京未知子、製作共栄企画、1965年11月公開（成人映画・映倫番号 不明） - 監督[2]
- 『すすり泣く肌』（『すゝり泣く肌』） : 脚本堀江和夫、主演藤川亜紀、製作ユニフロント、配給新東宝映画、1965年12月公開（成人映画・映倫番号 14291） - 監督（木俣和子）[2][14]

- 『快獣ブースカ』 : 監修円谷英二、他の監督竹前重吉・満田かずほ・鈴木俊継・川崎徹広・野長瀬三摩地、製作円谷特技プロダクション・東宝/日本テレビ放送網、1966年11月9日 - 1967年9月27日放映（連続テレビ映画）
  - 第30話『スピード銃に気をつけろ!』 : 脚本藤川桂介、1967年5月31日放映
  - 第33話『不思議なドンブラ島』 : 脚本市川森一、1967年6月21日放映
  - 第34話『ドンブラ島の化け狸』 : 脚本市川森一、1967年6月28日放映
  - 第43話『魔球に突撃!』 : 脚本山田正弘・上原正三、1967年8月30日放映
  - 第44話『チビッコ台風』 : 脚本藤川桂介、1967年9月6日放映
- 『37階の男』 : 他の監督山本迪夫・野長瀬三摩地・高野昭二・鈴木英夫・古川卓己・松村昌治・若林幹・堀内真直・土屋統吾郎、主演中丸忠雄、製作宝塚映画製作所・東宝/日本テレビ放送網、1968年7月28日 - 同年12月29日放映（連続テレビ映画）
  - 第12話『さようなら 花の香りよ』 : 脚本松浦健郎、1968年10月13日放映
  - 第14話『美女の敵は美女』 : 脚本松浦健郎・三井偠市、1968年10月27日放映
  - 第16話『冷たい欲望の女』 : 脚本松浦健郎、1968年11月10日放映
  - 第18話『女にサインを』 : 脚本松浦健郎・加瀬高之、1968年11月24日放映
- 『プロファイター』 : 他の監督小林恒夫・三輪彰・白井更生・若林幹・板谷紀之・曲谷守平、主演高城丈二、製作宝塚映画製作所/日本テレビ放送網、1969年1月5日 - 同年3月30日放映（連続テレビ映画）
  - 第2話『夜をデザインする女』 : 脚本田代淳二、1969年1月12日放映
- 『炎の青春』 : 監修千葉泰樹、他の監督長野卓、主演東山敬司・柏木由紀子、製作東宝/日本テレビ放送網、1969年5月12日 - 同年7月14日放映（連続テレビ映画）
  - 第3話『豆腐の角はかたかった』 : 脚本小山内美江子、1969年5月26日放映
  - 第4話『猪がアクセル踏んだ』 : 脚本小山内美江子、1969年6月2日放映
  - 第7話『ニキビの季節』 : 脚本小山内美江子、1969年6月23日放映
  - 第10話『我等のババゴン!!』 : 脚本小山内美江子、1969年7月14日放映（最終回）
- 『チビラくん』 : 他の監督鈴木俊継・安藤達己・吉冨友也・谷清次・満田かずほ・東條昭平・大木淳、製作円谷プロダクション/日本テレビ放送網、1970年3月30日 - 1971年9月24日放映（連続テレビ映画）
  - 第1話『快獣町だよお客さん!』 : 脚本藤川桂介、1970年3月30日 - 同年4月4日放映
  - 第4話『ハートがモヨモヨン!』 : 脚本藤川桂介、1970年4月20日 - 同25日放映
  - 第8話『ゴルバ様只今参上!』 : 脚本浪江志摩、1970年5月18日 - 同23日放映
- 『おさな妻』 : 監督久松静児・阿部毅・板谷紀之・堀内真直・根本順善、原作富島健夫、主演麻田ルミ、製作C.A.L/東京12チャンネル、1970年10月2日 - 1971年9月24日放映（連続テレビ映画）
  - 第41話『女高生の条件』 : 監督馬越安彦、1971年7月23日放映 - 脚本

- 『告発』 : 脚本大平郁子、製作大平企画、1976年公開（ドキュメンタリー映画） - 監督[3]

- 『ハロー張りネズミ』 : 製作島田開、監督松本泰生、主演唐沢寿明・烏丸せつこ、製作大映、配給大映映画配給、1991年11月16日公開（映倫番号 113617） - 橋口一成とともにプロデューサー